# Abraham Cowley
Abraham Cowley (Londra, 1618 – Chertsey, 28 luglio 1667) è stato un poeta e saggista inglese, ritenuto uno dei più significativi del suo tempo.

## Biografia
Dopo aver superato alcune vicissitudini accadute nella prima infanzia, Cowley, già all'età di dieci anni compose il suo primo lavoro intitolato Tragicall History of Piramus and Thisbe, un romanzo epico.
Nel 1633 pubblicò il volume Poetical Blossoms ("Prima fioritura poetica"), comprensivo di tre raccolte scritte negli anni precedenti, dedicato al direttore della scuola.

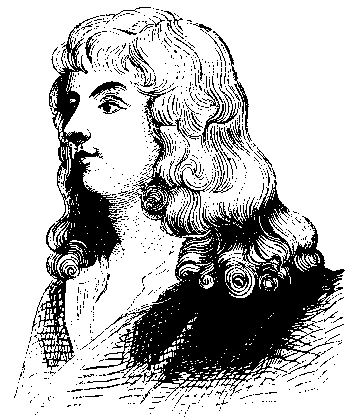
Abraham Cowley

La sua successiva opera risultò una commedia pastorale intitolata Love's Riddle, in evidenza soprattutto per il linguaggio armonioso.
Durante l'anno 1637 Cowley venne introdotto al Trinity College di Cambridge, dove si gettò a capofitto negli studi letterari. A questo periodo risalì la sua storia epica di Re Davide, da lui nominata Davideis.

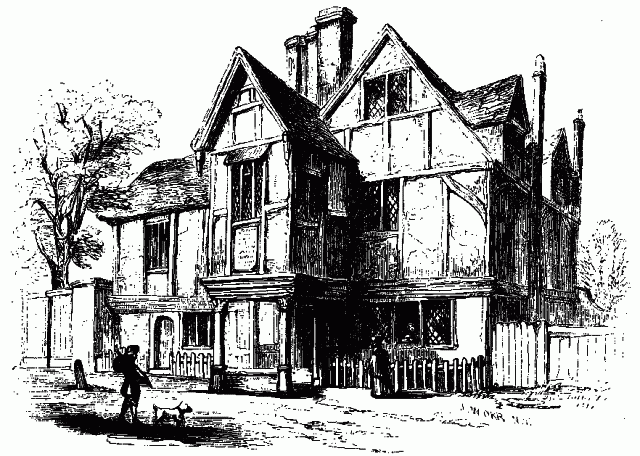
Casa di Abraham Cowley a Chertsey

Commise l'ingenuità di redigere una commedia antipuritana, The guardian, che lo costrinse, durante la guerra civile inglese (1641), a rifugiarsi a Parigi.
Quattro anni dopo commise una nuova imprudenza, rientrando a Londra come informatore segreto dei monarchici, e quindi fu arrestato e finì in carcere, dal quale uscì dopo poco tempo.
In questa fase il suo successo raggiunse l'apice e la raccolta di versi amorosi The Mistress ("L'amante") del 1647, risultò una delle più popolari del suo tempo.
Negli anni cinquanta del secolo si dedicò, parallelamente all'attività letteraria, anche alla ricerca scientifica, proponendosi come uno dei fondatori dell'Accademia delle Scienze. In questo periodo scrisse il pamphlet The Advancement of Experimental Philosophy (1661).
La fama di Cowley venne attestata anche da Samuel Johnson, che gli dedicò la prima delle sue Lives of the poets.

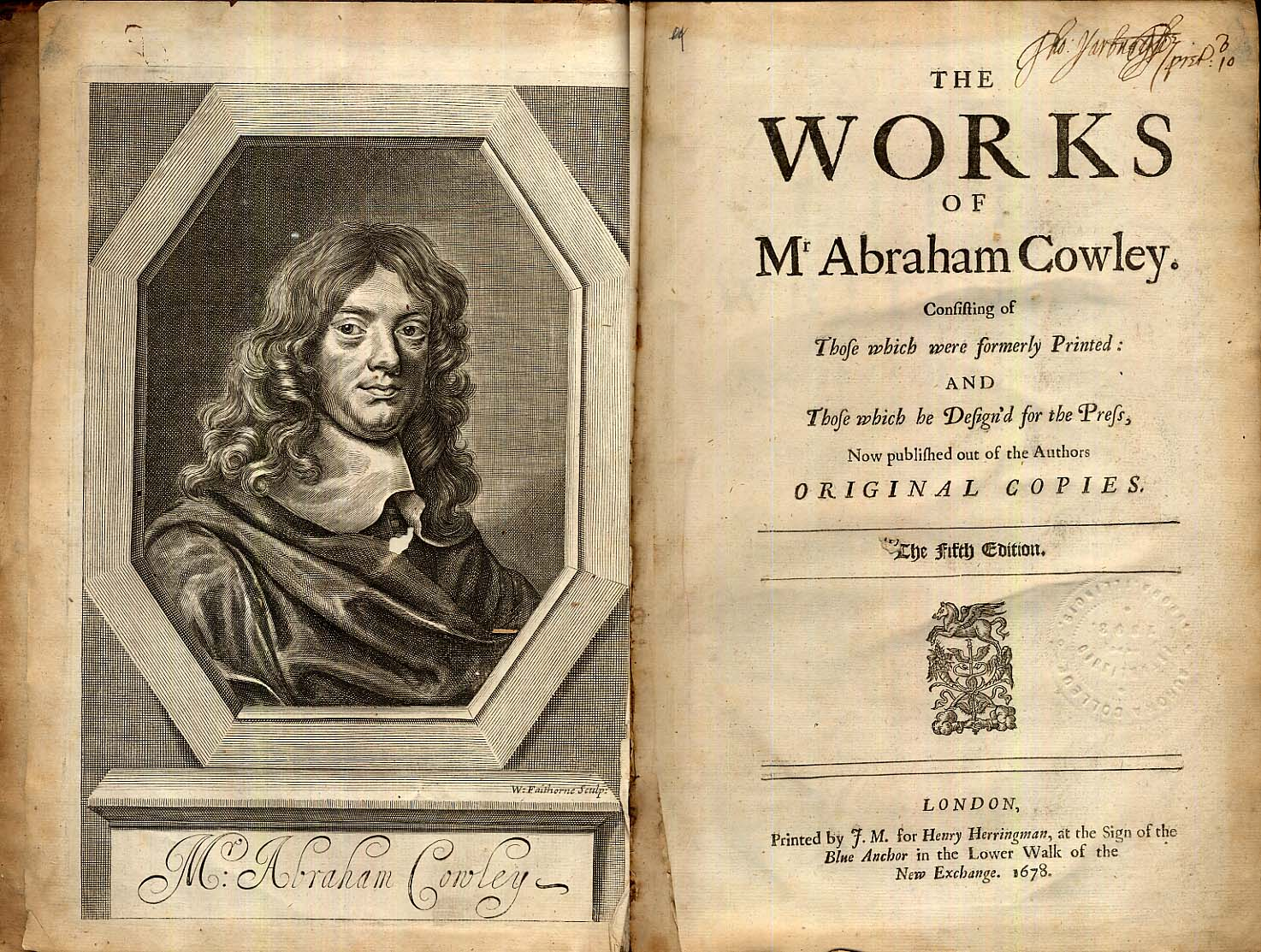
Frontespizio della Collezione dei lavori di Abraham Cowley (1678).

La sua poesia, pur essendo fortemente ambiziosa, talvolta oscillò a metà strada tra l'imitazione dei metafisici e gli anticipatori del classicismo, mentre la sua prosa ha superato pienamente la prova del tempo.